# Together (Elisa)
Together è un singolo promozionale di Elisa del 2004, estratto dal quinto album della cantante Pearl Days, anticipandolo di circa un mese.
La canzone è stata inserita anche nella raccolta di successi di Elisa Soundtrack '96-'06 uscita due anni dopo.

## Descrizione
Il brano, scritto e composto dalla stessa cantante, è stato descritto dalla cantante come un brano contro le atrocità della guerra e un appello contro ogni forma di dittatura:
(Elisa Toffoli)

## Promozione
Il singolo della canzone non uscì nei negozi, ma fu diffuso solo un CD promozionale per le stazioni radiofoniche che venne anche regalato in alcuni concorsi. Together debuttò in radio il 17 settembre 2004.

## Accoglienza
Recensendo l'album, Giulio Nannini di Rockol scrive che il brano presenti «un riff di chitarra un po’ ruffiano ma riconoscibile, candidato a bissare il successo di Broken».

## Video musicale
Il video fu girato da Andrew Bennett e Mark Yamamoto e realizzato a Los Angeles da Aerowave, società di Glen Ballard. Nel video si vede Elisa inserita in una ricca animazione incentrata soprattutto sulla guerra. Questo video vinse l'edizione 2004 del Premio Videoclip Italiano nella categoria Miglior contaminazione artistica.

## Tracce
Testi e musiche di Elisa.
1. Together – 4:22